# Темберский, Анджей
Анджей Темберский (пол. Andrzej Temberski; ок. 1662, Подолия — 25 июля 1726, Ярослав) — польский проповедник, иезуит, драматург, теоретик ораторского искусства, преподаватель.

## Биография
Родился в конце 1662 или начале 1663 года в Подолии, принадлежал к шляхетскому роду Штернбергов. О его месте рождения, детстве и образовании мало сведений, но считается, что он получил разностороннее образование — изучал философию, богословие, математику. С 1686 по июль 1702 года состоял профессором гуманитарных наук последовательно в Калише, Люблине, Сандомине и Львове (при этом с 1697 по 1700 год именовался профессором риторики и поэтики). Одновременно в 1701—1702 годах и 1710 году был префектом школ. С 1702 по 1709 год в звании профессора преподавал риторику в духовной семинарии в Ярославе. С 1714 по 1724 год был ректором семинарий в Торуне и Ярославе. Отличался независимыми суждениями, вступал в конфликты с властями.
Обучил духовному красноречию многочисленных учеников, которые впоследствии были преподавателями ораторского искусства по всей Польше. Написал в общей сложности более тридцати произведений, наиболее известны из которых «Via appia ad eloquentiae lauream per pueritiam, adolescentiam virilem aetatem aperta» (Познань, 1711) и «Orator sacro virilis» (там же, 1715).